# Кизел
Кизел (рус. Кизел) град је у Русији у Пермском крају. Према попису становништва из 2010. у граду је живело 19587 становника.

## Становништво
| 1939.  | 1959.  | 1970.  | 1979.  | 1989.  | 2002.  | 2010.  |
| ------ | ------ | ------ | ------ | ------ | ------ | ------ |
| 39.365 | 60.687 | 46.264 | 39.831 | 36.746 | 23.841 | 19.587 |